# HR 5568
HR 5568, também conhecido como Gliese 570, é um sistema estelar trinário a aproximadamente 19 anos-luz de distância na direção da constelação de Libra, a balança. A estrela primária é uma anã laranja (luminosidade e tamanho menor do que o Sol). A estrela secundária é na verdade um sistema binário, formado por duas anãs vermelhas orbitando uma ao redor da outra. Uma anã marrom foi confirmada orbitando o sistema. Em 1998, um possível planeta extrassolar foi encontrado orbitando a estrela primária, mas foi descartado em 2000.

## Distância e visibilidade
No céu noturno, o sistema HR 5568 encontra-se no sudoeste da parte de Libra (a balança). O sistema fica localizado ao sudoeste de Alpha Librae e ao noroeste de Sigma Librae. Nos anos 1990, a missão europeia Hipparcos mensurou a paralaxe de HR 5568 B e C, supondo que o sistema estava a uma distância de 24,4 anos-luz do Sol. Isto, contudo, foi relativamente um grande erro como base a Terra e observações da órbita supõem que as duas são atualmente parte do sistema HR 5568 A e atualmente devem permanecer à mesma distância.

## Sistema estelar
A estrela primária do sistema (HR 5568 A) é uma anã laranja que tem pelo menos três quartos da massa do Sol, 70% o seu raio e 15,6% sua luminosidade. HR 5568 A tem uma separação de 190 UA da estrela binária HR 5568 B e C, movendo-se em uma órbita excêntrica que se completa a cada 2130 anos.
Um sistema binário por outro lado, HR 5568 B e C são duas pequenas anãs vermelhas de massa, raio e luminosidade muito abaixo das do Sol.

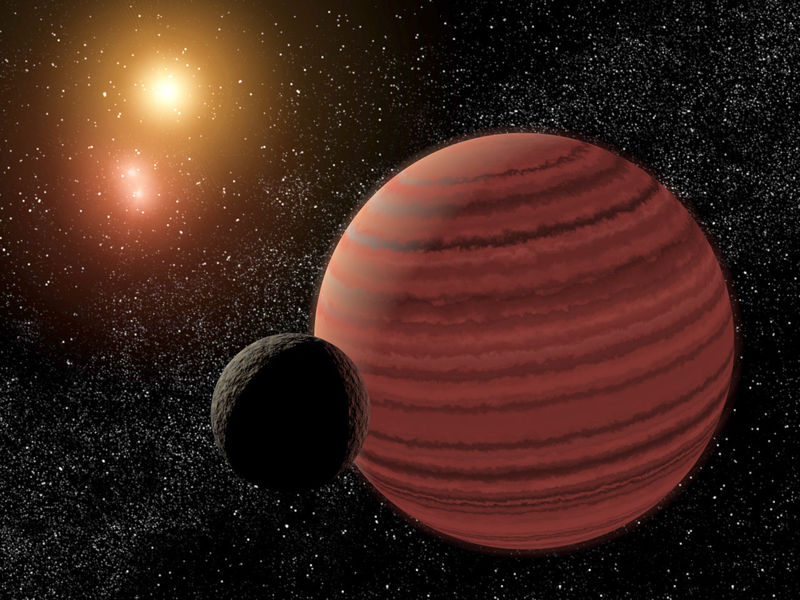
Uma impressão artística de HR 5568 D, sendo visível HR 5568 A, B e C ao fundo.

Em 15 de janeiro de 2000, astrônomos anunciaram a descoberta de uma das mais próximas anãs marrons que se conhece. Catalogada como HR 5568 D (ou HR 5568 d), foi observada com uma separação acima de 1500 UA do sistema triplo. Ela tem uma massa estimada em 50 vezes a massa de Júpiter.
O status de HR 5568 D como uma anã marrom foi confirmado pela espectroscopia Doppler com o Observatório Interamericano de Cerro Tololo no Chile. A temperatura superficial deste objeto subestelar é relativamente fria, em torno de 500 °C, HR 5568 D é desafiadoramente é uma das anãs marrons mais frias e de baixa luminosidade que se conhece (incluindo o protótipo anã "T") e classificando o objeto como uma anã marrom tipo T7-8V.

## Possível sistema planetário
Em 1998, um planeta extrassolar foi anunciado orbitando a estrela primária do sistema HR 5568. O planeta (chamado de HR 5568 Ab ou Gliese 570 Ab) foi brevemente considerado a ser duvidoso e depois a possível existência do planeta foi descartada em 2000. Atualmente, não há nenhum planeta gigante gasoso ou pequenos planetas que se tenham detectado neste sistema estelar triplo.
| Companhia (em ordem a partir da estrela) | Massa (MJ) | Semi-eixo maior (U.A.) | Período orbital (dias) | Excentricidade |
| ---------------------------------------- | ---------- | ---------------------- | ---------------------- | -------------- |
| "Ab"                                     | ~0,75      | ~1                     | ~400                   | ~0             |